# Karl G. Jansky Very Large Array
El Karl G. Jansky Very Large Array (VLA) es un observatorio radioastronómico situado en las Llanuras de San Agustín, entre las localidades de Magdalena y Dátil, a unos 80 km al oeste de Socorro, Nuevo México, EU.
El VLA está localizado a una altitud de 2124 m s. n. m. Forma parte del NRAO.

## Características

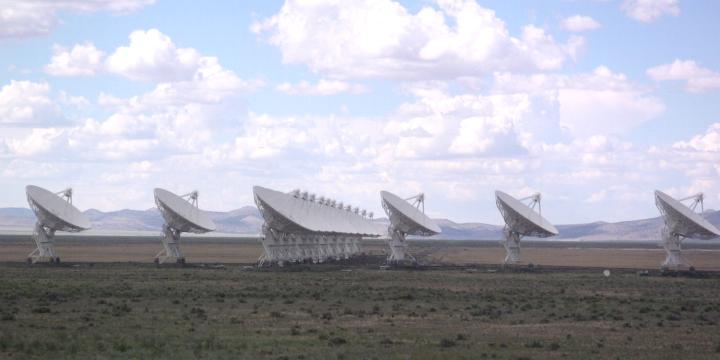
VLA en agosto de 2004.

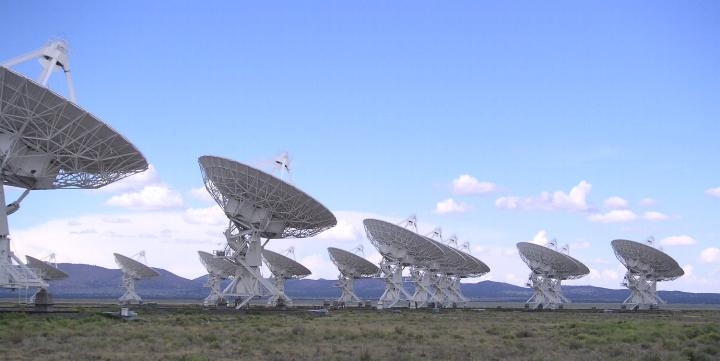
VLA en agosto de 2004.

El observatorio consiste en 27 radio antenas independientes, cada una de las cuales tiene un diámetro de disco de 25 metros y un peso de 209 toneladas. 
Las antenas están alineadas a lo largo de tres brazos en forma de Y (cada uno mide 21 km). Usando las vías férreas que siguen cada uno de estos brazos y una locomotora especialmente diseñada, las antenas pueden ser resituadas físicamente a un número de posiciones preparadas, permitiendo la interferometría con una base máxima de 36 km: esencialmente, el alineamiento actúa como una única antena con ese diámetro. La resolución angular más alta que puede ser alcanzada es de unos 0.05 segundos de arco. 
Hay cuatro configuraciones usadas habitualmente, llamadas A (la mayor) hasta D (la menor, cuando todos los discos están a menos de 600 m del punto central). El observatorio normalmente pasa por todas las configuraciones posibles (incluidas algunas híbridas) cada 16 meses: en otras palabras, una vez que el increíble esfuerzo necesario para mover dos docenas de instrumentos científicos altamente sensibles de 209 toneladas ha sido realizado, las antenas no son movidas otra vez por un período de unos tres a cuatro meses.
El VLA sirve actualmente también de centro de control del Very Long Baseline Array (VLBA), un alineamiento VLBI de 10 discos de 25 metros situados desde Hawái en el oeste, a las Islas Vírgenes de los Estados Unidos en el este que constituyen el instrumento astronómico más grande del mundo que opera a tiempo completo.

## Pasado y futuro
La aprobación del Congreso de los Estados Unidos para el proyecto VLA fue dada en agosto de 1972, y la construcción comenzó seis meses más tarde. La primera antena fue colocada en septiembre.
Con la idea de actualizar la tecnología de los años 70 con la que el VLA fue construido, una proposición ha sido emitida para la conversión del VLA en el Expanded Very Large Array ("EVLA"). La actualización realzaría la sensibilidad del instrumento, rango de frecuencias, y resolución, y supondría la instalación de nuevo hardware en San Agustín y la construcción e instalación de un máximo de ocho discos adicionales en otras partes del estado de Nuevo México, a unos 300 km de distancia, conectados con fibra óptica.

## Cultura popular
El observatorio VLA tuvo un importante protagonismo en la novela de Carl Sagan de 1985, Contact, aunque mucho más expandido (¡131 discos!) y renombrado como "Argus Array". Cuando llegó el momento de Hollywood de hacer la versión en cine de la historia (Contact, 1997), mucho del rodaje de exteriores fue grabado en el VLA. Sin embargo, el número de discos vistos en la pantalla fue incrementado artificialmente por ordenador, y el cañón representado en las proximidades del VLA era realmente el Cañón de Chelly en la vecina Arizona.
La banda de rock estadounidense Bon Jovi filmó el videoclip de su canción Everyday en el Very Large Array, y en la portada de su álbum Bounce, de 2002 (disco que contiene la canción "Everyday"), se puede ver uno de los telescopios.
En la película Terminator: Salvation aparece en las primeras escenas del rodaje, donde los Terminator tienen una base experimental subterránea que luego es atacada con una bomba nuclear y queda destruida; John Connor pelea con los T-800 en la superficie, donde se ven los radiotelescopios.

## Visitas
El VLA está abierto a visitantes durante todo el año en las horas de día. Un centro para visitantes alberga un museo y una tienda de recuerdos. Un tour a pie autoguiado está disponible, puesto que el centro de visitantes no tiene personal todo el tiempo. Los visitantes no familiarizados con el área son advertidos de que hay poca comida en el lugar, o en los alrededores escasamente poblados; aquellos no familiarizados con el desierto profundo son advertidos de que el tiempo es muy variable, y puede permanecer frío hasta abril.